# Kolestas-lymfödemsyndrom
Kolestas-lymfödemsyndrom (engelska cholestasis-lymphedema syndrom, CHLS) är ett syndrom som kännetecknas av en medfödd underutveckling av lymfkörteln, som orsakar lymfödem i benen och återkommande hinder i gallans väg från lever till tarm i barndomen, långsamma framsteg av förtvining av levern och stora inflammationer i levern med onormal bindvävsökning i portalområdena.
Den genetiska orsaken till CHLS är okänd, men icke könsbestämmande kromosomer är recessivt nedärvda, och genen är lokaliserad till kromosom 15q1,2.
Ett gemensamt drag av tillståndet är en generell lymfatisk avvikelse, vilket kan tyda på att defekten har blivit lymfangiomgenetisk i sitt ursprung.
CHLS är särskilt vanligt i södra Norge, från vilka hälften av fallen har rapporterats från, men finns även hos patienter i andra delar av Europa och USA. 
På engelska kallas syndromet också Aagenaes syndrome, som blev uppkallat efter Øystein Aagenæs, en norsk barnläkare. 